# لازاروو
لازاروو (به صربی: Lazarevo) یک روستا در صربستان است که در ناحیه بانات مرکزی واقع شده‌است.

## خصوصیات
لازاروو  ۳٬۳۰۸ نفر جمعیت دارد و ۷۶ متر بالاتر از سطح دریا واقع شده‌است.